# めがね (曲)
「めがね」は、NHKの音楽番組『みんなのうた』で、2016年4月 - 5月に放送された楽曲。作詞・作曲・歌：井上侑。